# Herenia Martínez Cámara de Sánchez Viamonte
Herenia Julia Martínez Cámara de Sánchez Viamonte (La Plata, 11 de noviembre de 1926-La Plata, 7 de septiembre de 2024) fue una docente argentina y cofundadora de Madres de Plaza de Mayo de La Plata.

## Biografía
Herenia Martínez Cámara de Sánchez Viamonte nació en la ciudad de La Plata en 1926 y fue la mayor de tres hermanas. Cursó sus estudios primarios y secundarios en Escuela Normal Nacional N.º 1 Mary O. Graham y posteriormente ingresó al Profesorado en Historia y Geografía de la Facultad de Humanidades y Ciencias de la Educación de la Universidad Nacional de La Plata. Se graduó en dicha Casa de Altos estudios en 1949.
Como docente, desarrolló su actividad en diversas instituciones educativas de La Plata, como el Colegio Nacional Rafael Hernández y el Bachillerato de Bellas Artes. También ocupó cargos directivos como el de vicedirectora en la Escuela de Comercio Manuel Belgrano y en la Escuela de Enseñanza Secundaria N°2, en la cual se desempeñó como directora hasta su renuncia, a causa de la desaparición de su hijo.
Fue madre de 6 hijos, Jaime, Santiago, Gonzalo, Paola, Diego y Carlos, abuela y bisabuela.

## Derechos Humanos
El 28 de marzo de 1975, la Concentración Nacional Universitaria (CNU) asesinó a su sobrino, Hernán Rocca.En 1976, durante los primeros meses de la última dictadura cívico-eclesiástico-militar, vivió el secuestro de su compañera Irma Zucchi y de sus exalumnos Gustavo Calotti, Emilce Moler, Cristóbal Mainer, Claudia Falcone, Francisco López Muntaner y Pablo Díaz.
El acribillamiento de Rocca en 1975 obligó a uno de los hijos de Herenia, Santiago Sánchez Viamonte a mudarse, junto con su esposa Cecilia Eguía y sus dos hijas a la ciudad de Mar del Plata.Santiago era militante del Partido Comunista Marxista Lelinista (PCML) y jugador de rugby en La Plata Rugby Club.El 24 de octubre de 1977 el matrimonio fue secuestrado junto a otros militantes. Santiago y Cecilia continúan desaparecidos.

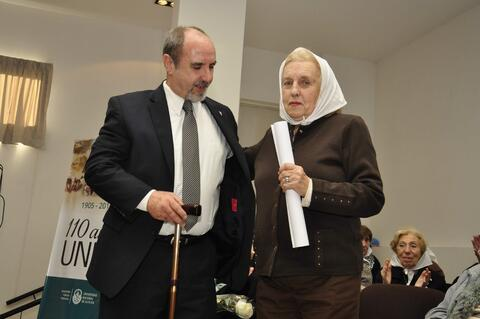
Acto de entrega del título de honoris causa a la Asociación Madres de Plaza de Mayo Línea Fundadora por la Universidad Nacional de La Plata, 2015.

Se acercó a Madres de Plaza de Mayo siendo aún docente, para ayudar a las familias de estudiantes que habían sido secuestrados y/o desaparecidos.
A partir de la desaparición de su hijo y su nuera, Herenia Martínez Cámara comenzó una búsqueda que se extendería hasta su último aliento. Recorrió organizaciones, iglesias e instituciones públicas y en su búsqueda se encontró con otras madres. Se retiró de la docencia en 1978 y comenzó a participar de manera activa en la agrupación Madres de Plaza de Mayo (Filial La Plata).En 1986, fue cofundadora de Madres de Plaza de Mayo Línea Fundadora.

## Reconocimientos
El 22 de marzo de 2022 el Concejo Deliberante de La Plata la declaró Ciudadana Ilustre.
El 1 de julio de 2022 fue declarada Ciudadana Ilustre de la Provincia de Buenos Aires por la legislatura bonaerense.
También en 2022, la Subsecretaría de Derechos Humanos de la Provincia de Buenos Aires le otorgó la distinción honorífica Adelina Alaye.
El 16 de noviembre de 2023 la Universidad Nacional de La Plata la distinguió como Doctora Honoris Causa.El mismo año, presidió la Comisión de Reparación de Legajos del Colegio Nacional.
En agosto de 2023, se realizó un concierto homenaje llamado Herenia, una madre, todas las madres en el Teatro Argentino de La Plata. El homenaje fue impulsado por el Instituto Cultural de la Provincia de Buenos Aires y ejecutado por la Camerata Académica, dirigida por dirigida por Bernardo Teruggi -hermano de Diana Teruggi- y músicos invitados.